# Breite Straße 44 (Quedlinburg)

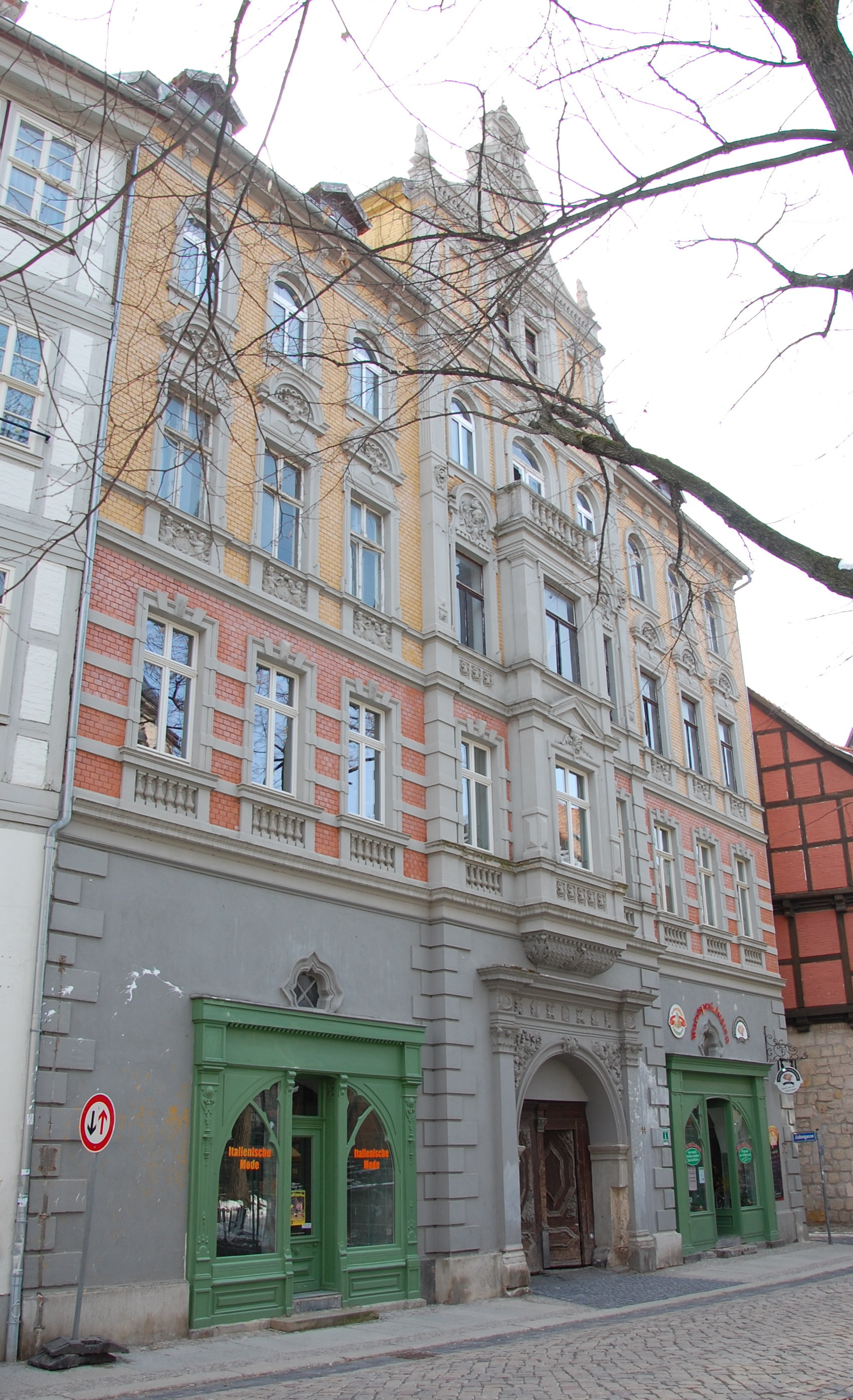
Haus Breite Straße 44

Das Haus Breite Straße 44 (Quedlinburger Zollspeicher) ist ein denkmalgeschütztes Gebäude in der Stadt Quedlinburg in Sachsen-Anhalt.

## Lage
Es befindet sich nordöstlich des Marktplatzes der Stadt an der Einmündung der Jüdengasse auf die Breite Straße und gehört zum UNESCO-Weltkulturerbe. Im Quedlinburger Denkmalverzeichnis ist es als Kaufmannshof eingetragen. Bis Mitte des 18. Jahrhunderts wurde das Gebäude in den Obergeschossen als städtischer Zollspeicher genutzt.  Nördlich grenzt das gleichfalls denkmalgeschützte Haus Breite Straße 43 an.

## Architektur und Geschichte
Das prächtige viergeschossige Bürgerhaus entstand nach einer Bauinschrift ab dem Jahr 1710. Andere Angaben geben als Entstehungszeit jedoch erst das Ende des 19. Jahrhunderts an und beziehen die Inschrift 1710 nur auf das Portal selbst und Teile des Erdgeschosses. In der Zeit um 1760 wird Kammer-Rat Heinrich Salfeldt als steuerpflichtig für das als Wohnhaus mit Braurecht geführte Grundstück genannt. Obwohl es in Fachwerkbauweise errichtet ist, wirkt es, durch die in massiver Bauweise ausgeführte straßenseitige Fassade, in seinem Erscheinungsbild als Massivbau im Stil der niederländischen Renaissance. Das Erdgeschoss des in barockem Stil gestalteten Gebäudes ist mit der von Pilastern gerahmten und mit Dekor in Form von Akanthus geschmückten Hausdurchfahrt noch original erhalten. Die im Erdgeschoss befindlichen Läden entstanden jedoch in der Zeit um 1820 im Stil der Neugotik. Ursprünglich sind auch zwei im Erdgeschoss noch vorhandene geschweifte Fenster. Die Fassade der oberen Stockwerke wurde um 1900 im Stil des Historismus umgestaltet. Das Gebäude verfügt über ein mit einer Ladeluke versehenes Zwerchhaus. Die hofseitige Fassade ist mit sichtbarem Fachwerk ausgeführt.
Im Hausdurchgang befindet sich eine kräftig gekröpfte Tür.
Nach der Wende wurde 1990 eine Sanierung eingeleitet, die jedoch über eine Erneuerung der Dacheindeckung nicht hinauskam. Seit 2020 befindet sich das Objekt im Besitz einer Berliner Familie, die eine umfangreiche denkmalgerechte Sanierung eingeleitet hat.
Zum Anwesen gehören große Wirtschaftsgebäude und Speicher. Diese ebenfalls in Fachwerkbauweise ausgeführten Bauten stammen vom Anfang des 18. Jahrhunderts.
Im örtlichen Denkmalverzeichnis ist der Kaufmannshof unter der Erfassungsnummer 094 45568 als Baudenkmal verzeichnet.